# 남산중학교 (경북)
남산중학교(南山中學校)는 대한민국 경상북도 상주시 낙양동에 있는 사립 중학교이다.

## 학교 연혁
- 1949년 9월 1일 : 상주고등공민학교 창학 개교
- 1950년 5월 15일 : 제1회 입학식
- 1951년 10월 12일 : 재단법인 남산학원 설립 인가, 초대 조용연 이사장 취임
- 1951년 11월 25일 : 남산중학교 설립 인가(학년당 3학급)
- 1951년 11월 30일 : 초대 조남일 교장 취임
- 1951년 12월 11일 : 신봉동 상주향교에서 수업 시작
- 1952년 3월 25일 : 제1회 졸업식
- 1973년 2월 12일 : 학칙 변경 인가(5학급→6학급)
- 1983년 3월 3일 : 상주시 신봉동 203번지에서 상주시 낙양동 388번지로 학교 이전
- 1998년 11월 10일 : 희원관 준공
- 2010년 3월 1일 : 경상북도교육청 자율학교 지정
- 2011년 3월 1일 : 사교육 절감형 창의 경영학교 운영
- 2012년 3월 2일 : 선진형 교과교실제 운영
- 2014년 1월 29일 : 경북 명품교육 인증학교 선정
- 2018년 3월 1일 : 제10대 권희태 이사장 취임
- 2022년 2월 10일 : 제71회 졸업식(총 17,821명)
- 2022년 2월 23일 : 2022학년도 인공지능(AI) 선도학교 선정
- 2022년 3월 2일 : 2022학년도 입학식(123명)
- 2022년 9월 1일 : 제14대 안중광 교장 취임
- 2023년 9월 1일 : 제15대 김주영 교장 취임

## 참고 자료
- 남산중학교 - 한국교육학술정보원 학교알리미